# Federación Internacional de Escalada Deportiva
La Federación Internacional de Escalada Deportiva o IFSC (en inglés: International Federation of Sport Climbing) es una federación deportiva, que regula y promueve la escalada y sus distintas variantes, así como la observación y difusión de las distintas competencias alrededor del mundo
Fue fundada el 27 de febrero de 2007 como un sucesor del Concilio Internacional para la Competencia de Escalada que había sido fundada en 1997
La organización está conformada por 81 federaciones de escalada, de las cuales 64 son miembros plenos, 12 son asociados, 3 son observadores y 2 son regionales (Bielorrusia y Nueva Caledonia).  Los deportistas de dichas organizaciones compiten en distintos torneos nacionales, regionales y mundiales en 3 modalidades: lead (por dificultad), speed (rapidez) y bulder. Los principales torneos son las copas mundiales las cuales se dividen en tres rondas cada una de las 8 (en el caso del búlder).

## Escalada en los Juegos Olímpicos
La escalada hizo su debut en el programa olímpico en los Juegos Olímpicos de Tokio 2020.

## Eventos internacionales
- Copa del Mundo de Escalada
- Campeonato Mundial de Escalada
- Campeonato Mundial Juvenil de Escalada
- Campeonato Europeo de Escalada
- Campeonato Europeo Juvenil de Escalada